# Gemeinde Polzela

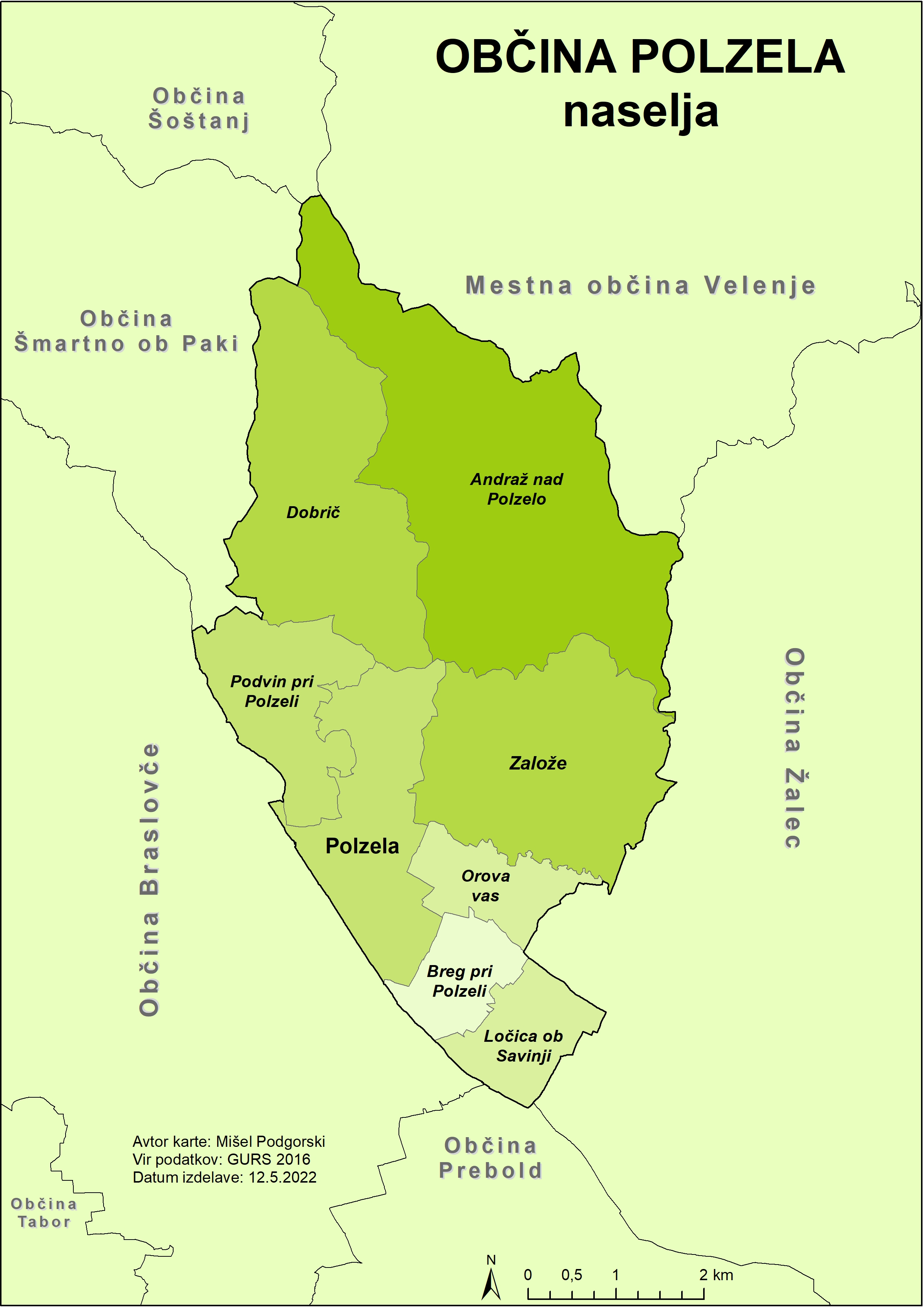

Die Gemeinde Polzela (deutsch: Heilenstein) ist eine acht Ortschaften umfassende Gemeinde in der historischen Landschaft Štajerska, Region Savinjska, in Slowenien.
Hauptort ist die Ortschaft Polzela.

## Ortschaften
(In Klammern die vor 1918 gebräuchlichen, deutschsprachigen Ortsbezeichnungen)
- Andraž nad Polzelo (dt.: Sankt Andrä ob Heilenstein)
- Breg pri Polzeli (dt.: Brieg)
- Dobrič
- Ločica ob Savinji (dt.: Lotschitz an der Sann)
- Orova vas (dt.: Rauendorf)
- Podvin pri Polzeli (dt.: Podwein)
- Polzela (dt.: Heilenstein)
- Založe (auch Novi Klošter, deutsch früher auch Neukloster)

## Sehenswürdigkeiten
- Burg Komenda (deutsch früher: Burg Heilenstein oder Hailenstein; slowenisch: Grad Komenda pri Polzela) mitten im Hauptort[3][4]
- Šenek-Park und -Herrenhaus am Nordrand des Ortes Polzela, ehemals Schloss Schöneck.[5]
- Gora Oljka, früher Križna gora (Olivenberg, 733) mit der Kirche Heilig-Kreuz in der Ortschaft Dobrič[4][6]
- Novi klošter,  früher Kloster, dann Herrenhaus Neukloster in der Ortschaft Založe[4]

## Nachbargemeinden
| Gemeinde Šmartno ob Paki | Gemeinde Šoštanj                            | Stadtgemeinde Velenje |
| Gemeinde Braslovče       | Kompassrose, die auf Nachbargemeinden zeigt | Gemeinde Žalec        |
| Gemeinde Braslovče       | Gemeinde Prebold                            | Gemeinde Žalec        |

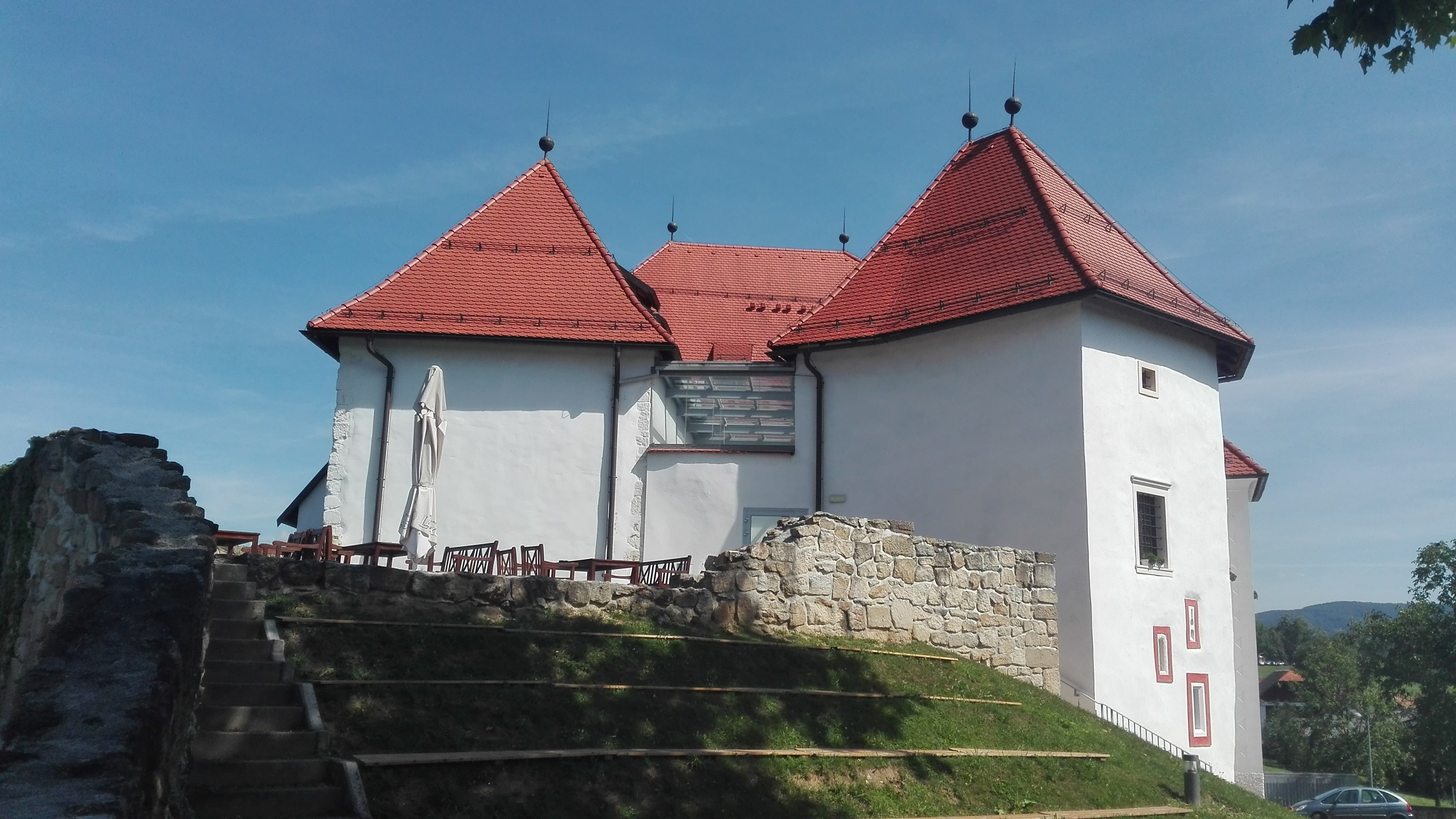
Burg Heilenstein oder Grad Komenda
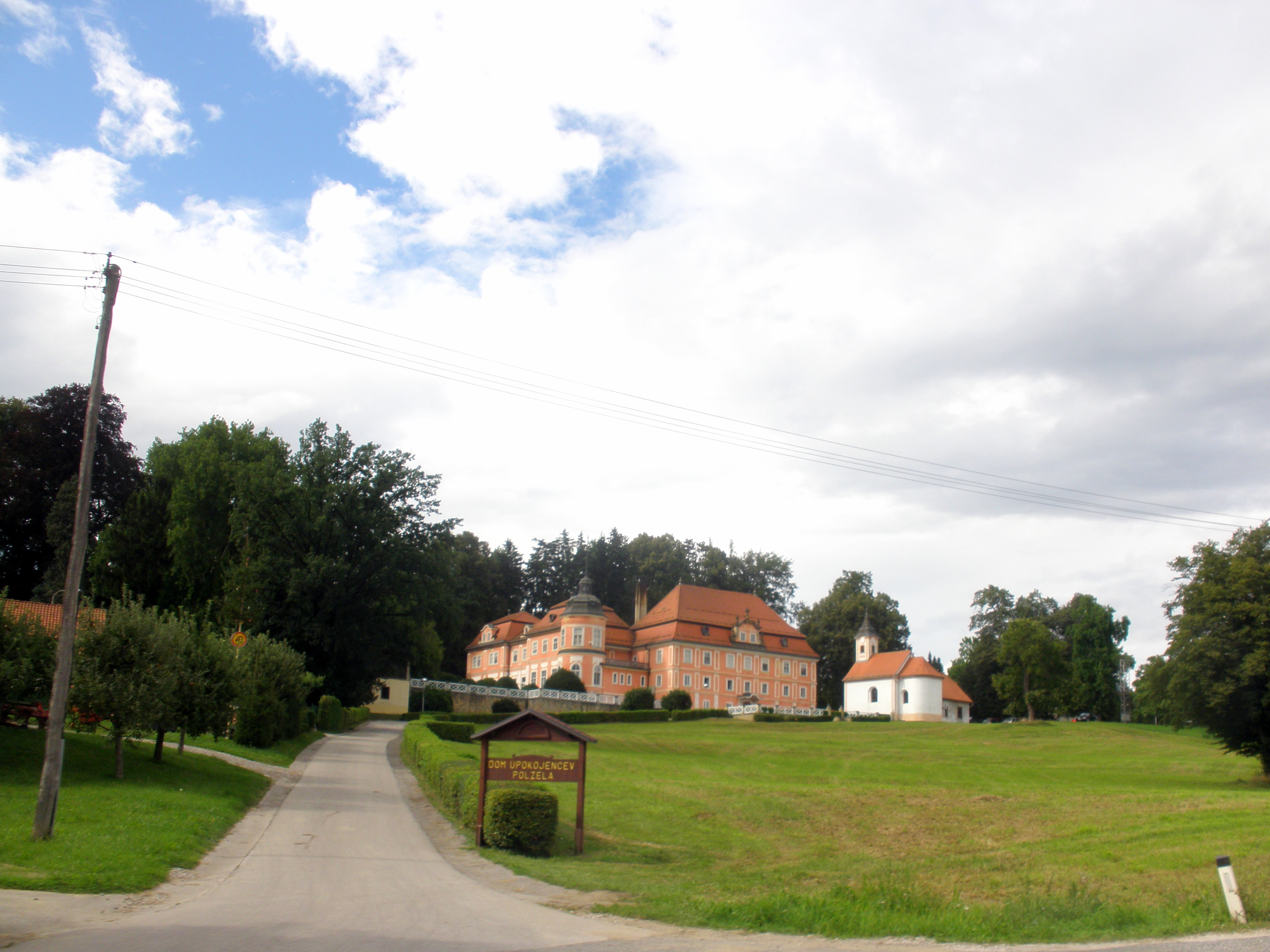
Schloss Schöneck oder Grad Šenek
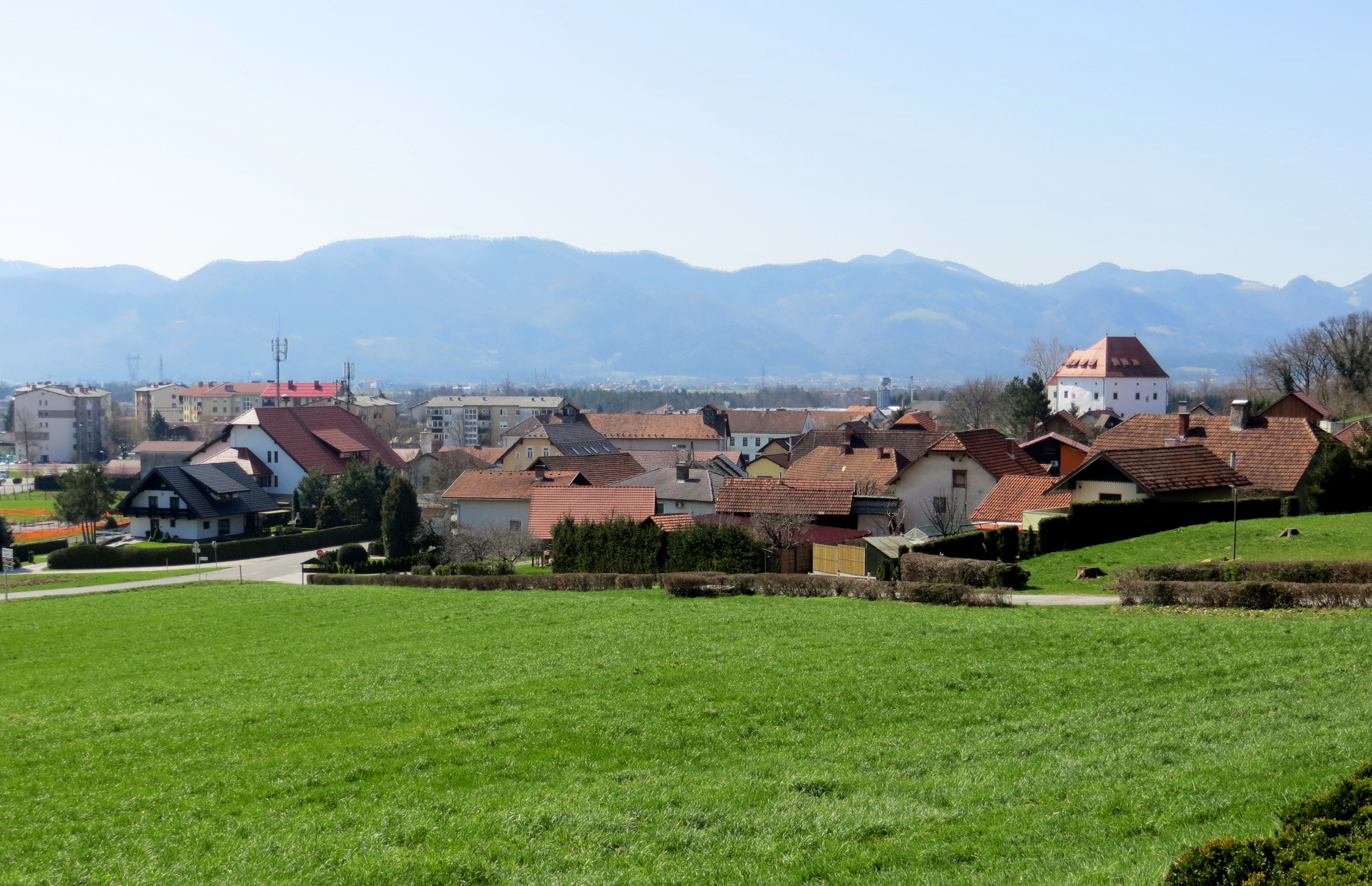
Ortsansicht von Polzela
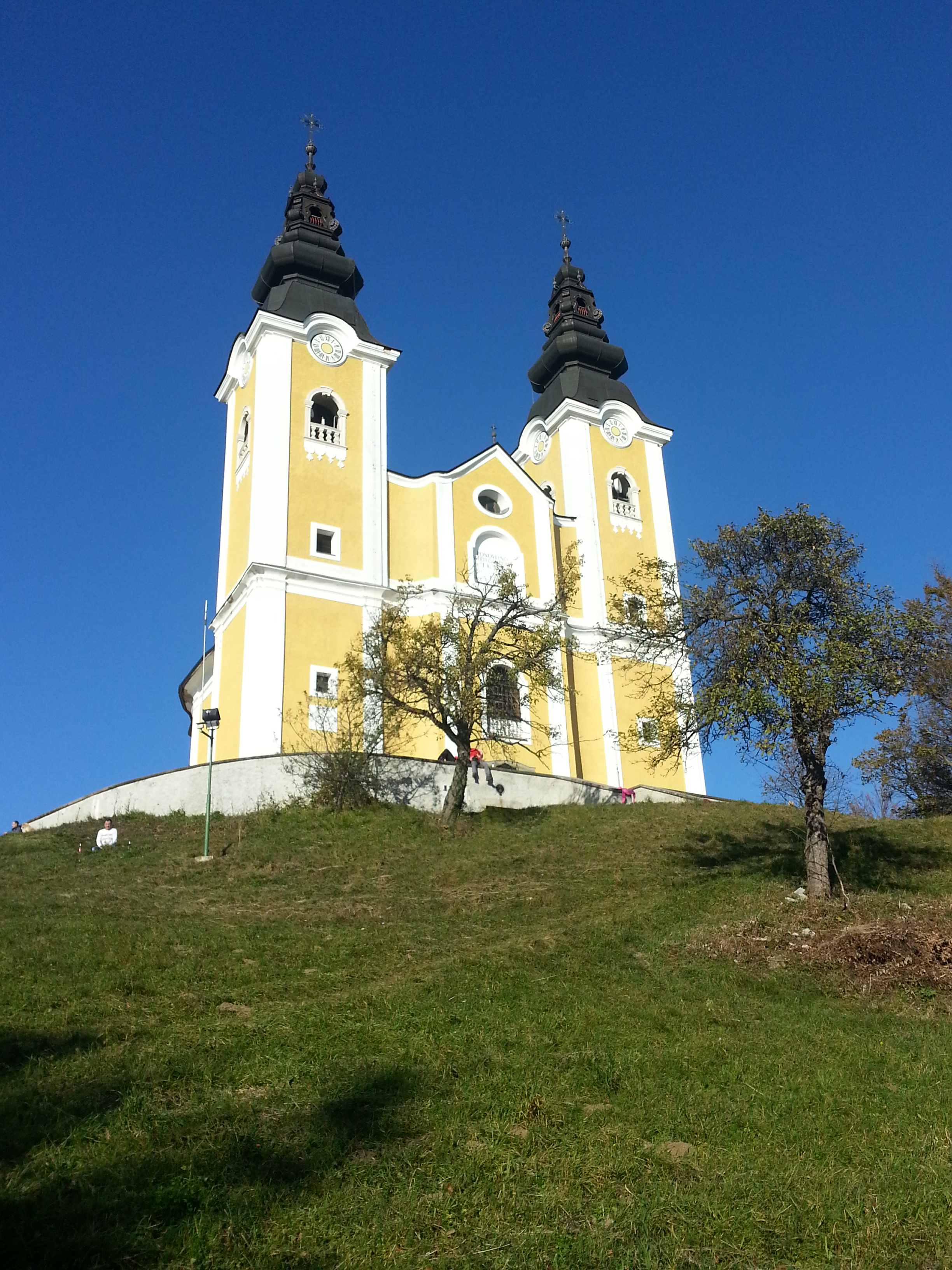
Heiligkreuz-Kirche auf dem Berg Gora Oljka
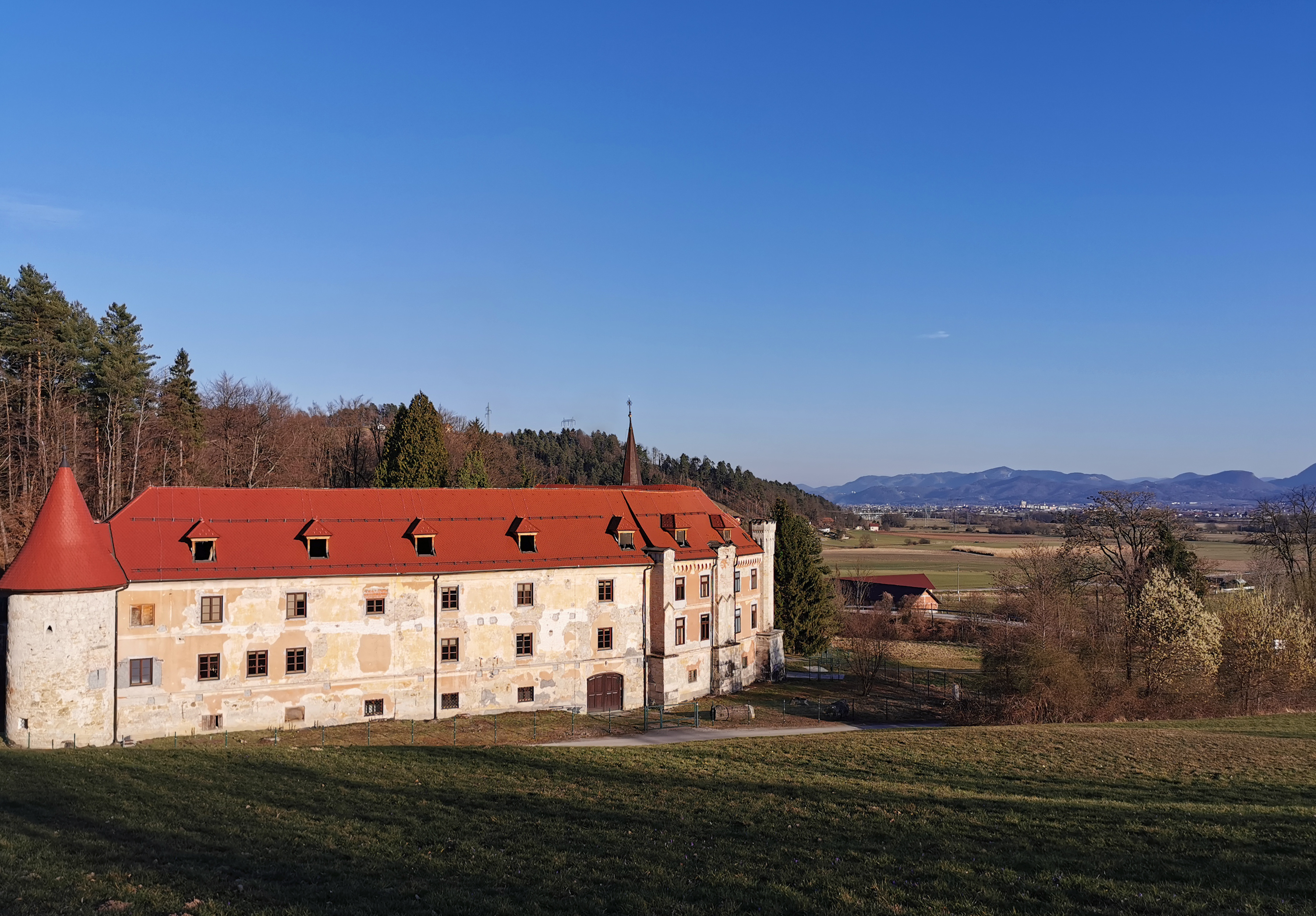
Kongresszentrum Novi klošter

## Persönlichkeiten
- Josef Dernjač (1851–1920), Kunsthistoriker
- Paul Parin (1916–2009), Neurologe, (Ethno-)Psychoanalytiker und Schriftsteller